# 克里斯托瓦尔-德拉赛拉
克里斯托瓦尔，是西班牙卡斯蒂利亚-莱昂萨拉曼卡省的一个市镇。 总面积22平方公里，总人口246人（2001年），人口密度11人/平方公里。